# Lumio Förlag
Lumio Förlag är ett bokförlag grundat i Norrbotten år 1999 (då med namnet Lumio Förlag och skrivbyrå) av förlagschef Christina Snell-Lumio..
Förlaget är Norrbottens största och har givit ut över 200 boktitlar.